# 타니하라 쇼스케
타니하라 쇼스케(谷原章介, 1972년 7월 8일 - )는 일본 가나가와현 요코하마시 출신의 배우 및 MC이다.

## 인물
- 도쿄도 마치다시 출생. 요코하마시립 다카타히가시 초등학교 입학, 그 후 요코하마 시립 모토마치 초등학교로 전학, 요코하마 시립 아라타 중학교, 가나가와현립 고호쿠 고등학교 졸업. 세츠모드 세미나 중퇴.
- 1992년, 맨즈 논노 전속 모델로 데뷔, 1994년까지 2년 동안 활동했다.
- 1995년, 영화 꽃보다 남자의 도묘지 츠카사 역을 맡으며 배우로써도 데뷔. 같은 해 미성년으로 TV 드라마에도 출연하게 된다.
- 1999년, 리틀 숍 오브 호러즈를 통해 연극 무대를 밟는다.
- 2004년, '커밍 아웃'으로 버라이어티 방송 사회자에 도전. 같은 해 NHK 대하 드라마 신선조!, 후지 TV 게츠쿠 프라이드에도 출연했다.
- 2005년 고쿠센(제2 시리즈)부터 2008년 학교에서는 가르칠 수 없다!까지 연속 드라마 15편에 연속으로 출연.
- 2006년 4월부터 2007년까지, NHK 중국어 회화에 고정으로 출연.
- 2007년 1월 6일부터는 약 10년 반의 걸쳐 사회를 맡은 테라와키 야스후미의 후임으로 임금님의 브런치의 사회를 보고 있다.
- 2007년 3월, 전 탤런트 미야케 에미와 결혼. 같은 해 10월에 태어난 아이와, 2009년 4월에 태어난 둘째 아이, 2010년 10월에 태어난 셋째 아이와 미야케가 데려온 아이까지 네자녀를 둔 아빠가 되었다.
- 2012년 5월, 차남의 탄생으로 다섯자녀를 둔 아빠가 되었다.
- 2015년 4월, 삼녀의 탄생으로 여섯자녀를 둔 아빠가 되었다. 같은 달부터 TBS 퀴즈쇼 어택 25의 진행을 맡고 있다.
- 2016년 4월 하시모토 나오코 NHK 아나운서와 NHK 우타콘(생방송) MC로 발탁되었다.

## 출연

### 드라마
- 1995년 《미성년》 - 도카와 타츠미 역
- 1996년 《태양은 가득히》
- 1997년 《콜Me》
- 1997년 《명탐정 보건실의 아줌마》제6화 - 키타자와 역
- 1997년 《거울은 잠들지 않는다》 - 오오시마 슌스케 역
- 1997년 《성 야상곡~산타클로스가 사랑에 빠졌다~》
- 1998년 《세자매 탐정단》
- 1998년 《나나세 다시 한 번》 - 아와부치 츠네오 역
- 1999년 《여기서 키스해 줘》 - 타카오 역
- 1999년 《푸른 하늘 마작》제3화
- 1999년 《얼음의 세계》 - 히야마 토요히코
- 2000년 《앗토 홈》 - 이와사키 켄고 역
- 2000년 《러브★콤》제4화
- 2001년 《로켓 보이》 - 다나카 잇신 역
- 2001년 《데릴사위》 - 스미다 유키사쿠 역
- 2001년 《사자녀》 - 코쿠라 준페이 역
- 2001년 《구명병동 24시 2기》 - 조지마 슌 역
- 2001년 《플라토닉 섹스》
- 2001년 《수요일의 정사》 - 오카지마 아키히로 역
- 2001년 《연애 재판》 - 카메이 데타로 역
- 2002년 《구명병동 24시 스페셜》 - 조지마 슌 역
- 2002년 《사랑의 형태》 - 쿠라모치 유스케 역
- 2002년 《성형미인》 - 야지마 역
- 2002년 《도쿄 이야기》
- 2002년 《性과 길~인기 있는 기술~》 - 우치다 마나부 역
- 2002년 《대기실 공주》
- 2002년 《이브의 모든 것》 - 윤형철(장동건) 역
- 2002년 《아버지》 - 타마키 신지 역
- 2003년 《내가 살아가는 길》 - 쿠보 카츠 역
- 2003년 《SMAP×SMAP 특별편 나와 네가 살아가는 길~ONEDAY》 - 쿠보 카츠 역
- 2003년 《식탐정 가디언즈》
- 2003년 《다이아몬드 걸》 - 나츠메 신이치로 역
- 2003년 《코스메틱》
- 2003년 《기묘한 이야기 2003 가을 특별변 〈미로〉》
- 2003년 《억만장자가 되는 방법》
- 2003년 《후지코·헤밍의 기적》 - 콘도 역
- 2004년 《신선조!》 - 이토 카시타로 역
- 2004년 《STAR'S ECHO》
- 2004년 《프라이드》 - 나츠카와 케이스케 역
- 2004년 《승부 속옷》 - 이이지마 역
- 2005년 《하나오카 세이슈의 아내》 - 하나오카 세이슈 역
- 2005년 《고쿠센》 - 쿠조 유마 역
- 2005년 《사랑에 빠지면~나의 성공 비밀~》 - 카미야 타카시 역
- 2005년 《27세의 여름 방학》 - 이시자카 아키시 역
- 2005년 《행복해지고 싶어!》 - 하세가와 준이치 역
- 2005년 《오오쿠~화의 난~》 - 토쿠가와 츠나요시 역
- 2005년 《alive》 - 에자키 역
- 2005년 《여자의 일대기 제2야 〈코시지 후부키〉》 - 마유즈미 토시로 역
- 2006년 《코바야카와 노부키의 사랑》 - 타케바야시 하야토 역
- 2006년 《아일랜드~그녀들의 선택~》 - 후카자와 유토 역
- 2006년 《톱 캐스터》 - 유키 마사토 역
- 2006년 《CA라고 불러!》 - 타카오카 마코토 역
- 2006년 《혐오스런 마츠코의 일생》 - 오카노 타케오 역
- 2007년 《아케치 미츠히데~신이 사랑하지 않은 남자~》 - 아시카가 요시아키 역
- 2007년 《풍림화산》 - 이마가와 요시모토 역
- 2007년 《대단한 곳으로 시집와 버렸네》 - 야마모토 이소지로 역
- 2007년 《우리들의 교과서》 - 세리 나오유키 역
- 2007년 《빵빵녀와 절벽녀》 - 타무라 타케히코 역
- 2007년 《법대로 합시다!》 - 노나카 히로무 역
- 2007년 《몹걸》 - 오오토모 쇼타로 역
- 2007년 《샤바케》
- 2007년 《기나긴 살인》
- 2008년 《오늘 시부야에서 6시》 - 남자 역
- 2008년 《에디슨의 어머니》 - 미우라 히로유키 역
- 2008년 《엽기적인 그녀》 - 카즈시마 켄사쿠 역
- 2008년 《학교에서는 가르칠 수 없다!》 - 히무로 켄사쿠 역
- 2008년 《기묘한 이야기 2008 가을 특별편 〈추리 택시〉》 - 무라니시 톰 역
- 2008년 《샤바케 제2탄 거짓말 거짓말》
- 2009년 《이나가키 고로의 긴다이치 코이치 마법의 공놀이 노래》 - 온다 이쿠조 역
- 2009년 《트라이앵글》 - 토미오카 야스시 역
- 2009년 《러브 셔플》 - 키쿠타 마사토 역
- 2009년 《핸섬★수트》 - 미츠야마 안닌·쿠로 안닌 역
- 2009년 《결혼 활동!》 - 니헤이 타쿠미 역
- 2009년 《일하는 곤!》 - 다나카 나츠오 역
- 2009년 《리얼 클로즈》제9화 - 하치야 토시오 역
- 2009년 《얼굴》 - 이노 료키치 역
- 2010년 《료마전》 - 카츠라 코고로 역
- 2010년 《꺾이지 않는 여자》 - 아이타 미츠키 역
- 2010년 《신참자》제6화 - 코지 타치바나 역
- 2010년 《미오카-네가 있었던 나날-》 - 타카나시 히로유키 역
- 2010년 《영능력자 오다기리 쿄코의 거짓》 - 타니구치 이치로 역
- 2010년 《탐정구락부》 - 니카이도 타쿠미 역
- 2011년 《후카오이》 - 아키바 겐지 역
- 2011년 《BOSS 시즌2》 - 이시카와 케이타 역 (제8화)
- 2011년 《템페스트》 - 아사쿠라 마사히로 역
- 2011년 《경시청재범방지과 마사키 에이지》 - 마사키 에이지 역
- 2011년 《HUNTER~그 여자들, 현상금 사냥꾼~》 - 곤도 다케시 역
- 2011년 《란마 ½》 - 오노 도후 역
- 2012년 《럭키 세븐》 - 마카베 류 역
- 2013년 《쉐어 하우스의 연인》- 사쿠라이 유키야 역
- 2013년 《검은 고양이, 때로는 꽃집》- 히나타 코우키 역
- 2013년 《달에게 비는 피에로》- 토부세 와타루 역
- 2014년 《군사 칸베에》- 타케나카 한베에 역
- 2014년 《피의 흔적》- 토자와 역
- 2014년 《SMOKING GUN ~ 결정적 증거》- 카시와기 나츠키 역
- 2014년 《화이트 라보 ~ 경시청 특별 과학 수사 반장》- 혼다 마사유키 역
- 2014년 《히어로 시즌 2》- 2화
- 2014년 《여름의 끝에서 사랑을 했다》- 나루세 토모노리 역
- 2014년 《달로 가는 배》- 시노자키 료타 역
- 2015년 《경부보 스기야마 신타로 ~ 키치죠지서 사건 파일》- 스기야마 신타로 역
- 2015년 《한계취락 주식회사》- 타키가와 역
- 2015년 《명탐정 캐서린》- 하마구치 이치로 역
- 2015년 《세 개의 달》
- 2015년 《어른 여자》- 쿠리타 준이치 역
- 2016년 《명탐정 캐서린 ~ 사라진 상속인》- 하마구치 이치로 역
- 2016년 《닥터 조사반 ~ 의료사고의 어둠을 파헤치자》- 하나오카 아키라 역
- 2016년 《꺾이지 않는 여자 시즌 2》 - 아이타 미츠키 역
- 2018년 《절반, 푸르다.》- 하기오 야이치 역

### 영화
- 1995년 《꽃보다 남자》 - 도묘지 츠카사 역
- 1996년 《극도전국사 후도》 - 후도 리키이치 역
- 1997년 《데보라가 라이벌》 - 데보라 역
- 1998년 《불야성 SLEEPLESS TOWN》 - 주천문 역
- 2000년 《크로스 파이어》 - 스나이퍼 역
- 2000년 《고질라×메가기라스 G소멸 작전》 - 쿠도 역
- 2002년 《고질라×메가고질라》
- 2003년 《THE SNOW》
- 2003년 《스카이하이 극장판》 - 카미자키 형사 역
- 2004년 《심호흡의 필요》 - 이케나가 슈이치 역
- 2004년 《고질라 FINAL WARS》 - 도쿄의 연인들·남자 역
- 2005년 《망국의 이지스》 - 가자마 유다이
- 2006년 《스키점프·페어 ~Road to TORINO 2006~》 - 네비게이터
- 2006년 《러브★콤》 - 마이타케 쿠니우미 역
- 2006년 《혐오스런 마츠코의 일생》 - 사에키 슌지 역
- 2006년 《오오쿠》 - 카이게츠도 안도 역
- 2007년 《서유기》
- 2007년 《베쿠실 2077 일본쇄국》 - 레온 페이딩 역
- 2008년 《스카이 클로러 The Sky Crawlers》 - 도키노 나오후미 역
- 2008년 《매직 아워》 - 니코 역
- 2008년 《핸섬★수트》 - 히카리야마 안닌 역
- 2009년 《BABY BABY BABY! -베이비 베이비 베이비-》
- 2009년 《천사의 사랑》 - 오자와 코키 역
- 2009년 《노다메 칸타빌레 최종악장》 - 마츠다 유키히사 역
- 2011년 《나와 아내의 1778 이야기》
- 2012년 《드래곤 에이지》 - 리가리안 역
- 2018년 《마멀레이드 보이》

## 게임
- 저지 아이즈: 사신의 유언 - 쿠로이와 미츠루 역